# Лук де Јонг
Лук де Јонг (хол. Luuk de Jong; 27. август 1990) професионални је холандски фудбалер који игра на позицији нападача. Тренутно наступа за Порто и за репрезентацију Холандије.

## Клупска каријера

### Де Графсхап
У априлу 2008. године, де Јонг је потписао професионални уговор са Де Графсхапом. Дебитовао је 7. новембра 2008. ушавши у игру у 78. минуту током меча против НАК Бреде. Свој први лигашки гол постигао је против Твентеа.

### Твенте
Дана 18. маја 2009. године де Јонг је постао играч Твентеа. У првој половини прве сезоне је углавном играо у купу. Посебно се истакао у сезони 2011/12. када је постигао 32 гола у свим такмиењима и био међу најбољим стрелцима у лиги.

### Борусија Менхенгладбах
У јулу 2012. године де Јонг је потписао петогодишњи уговор са Борусијом Менхенгладбах. Није се превише истакао ни у Борусији ни у Њукасл јунајтеду где је био на позајмици половину сезоне.

### ПСВ Ајндховен
Дана 12. јула 2014, де Јонг је потписао петогодишњи уговор са ПСВ-ом у вредности од 5,5 милиона евра. Први гол је постигао 31. августа против Витесеа. Током прве сезоне у ПСВ-у постигао је два хет-трика и то против Фајенорда и АЗ-а. Наследио је Џорџинија Вајналдума на месту капитена ПСВ-а 2015. године.

### Севиља
У јулу 2019. де Јонг је постао играч Севиље. 16. августа 2020. је постигао победнички гол у победи над Манчестер јунајтедом резултатом 2:1 у полуфиналу Лиге Европе.
Сезону 2021/22. де Јонг је провео на позајмици у Барселони. У том периоду је постигао шест голова у лиги.

### Повратак у ПСВ
Дана 2. јула 2022. де Јонг се вратио у ПСВ. Први гол од повратка у клуб постигао је у 109. минуту против Монака у трећем колу квалификација Лиге шампиона.

### Порто
Дана 3. августа 2025. године де Јонг је на изненађење многих потписао једногодишњи уговор са португалским великаном Портом, а званично је представљен пред почетак пријатељског меча са Атлетико Мадридом.

## Репрезентативна каријера
За репрезентацију Холандије дебитовао је против Аустрије 9. фебруара 2011. Први гол је постигао 6. септембра исте године против Финске у Квалификацијама за Европско првенство 2012.

## Трофеји
Твенте
- Ередивизија (1) : 2009/10.
- Куп Холандије (1) : 2010/11.
- Суперкуп Холандије (2) : 2010, 2011.

ПСВ Ајндховен
- Ередивизија (5) : 2014/15, 2015/16, 2017/18, 2023/24, 2024/25.
- Куп Холандије (1) : 2022/23.
- Суперкуп Холандије (4) : 2015, 2016, 2022, 2023.

Севиља
- УЕФА Лига Европе (1) : 2019/20.